# シスプラティーナ戦争
シスプラティーナ戦争（葡: Guerra da Cisplatina）とは、バンダ・オリエンタルを巡ってリオ・デ・ラ・プラタ連合州とブラジル帝国との間に起きた戦争である。独立後のラテン・アメリカでは初の本格的な域内戦争となった。ブラジル戦争（西: Guerra del Brasil）、アルゼンチン・ブラジル戦争 とも。ラ・プラタ・ブラジル戦争と呼ばれることもある。

## 背景
1811年、バンダ・オリエンタルで独立運動が起きると、ホセ・ヘルバシオ・アルティーガスによってこの州はリオ・デ・ラ・プラタ連合州の連邦派の拠点となり、アルティガスは連邦同盟の拠点としてバンダ・オリエンタルを東方州に再編した。しかし、東方州は1816年からポルトガル軍により侵攻され、1820年にアルティガスがタクアレンボーで敗北すると、以降は完全に占領してしまった。
1821年に東方州は反アルティガス派の現地寡頭支配層の協力などもあり、ポルトガルによってシスプラチナ州と改名され、ブラジルが独立した後は、ブラジル帝国最南部の州となった。

## 衝突

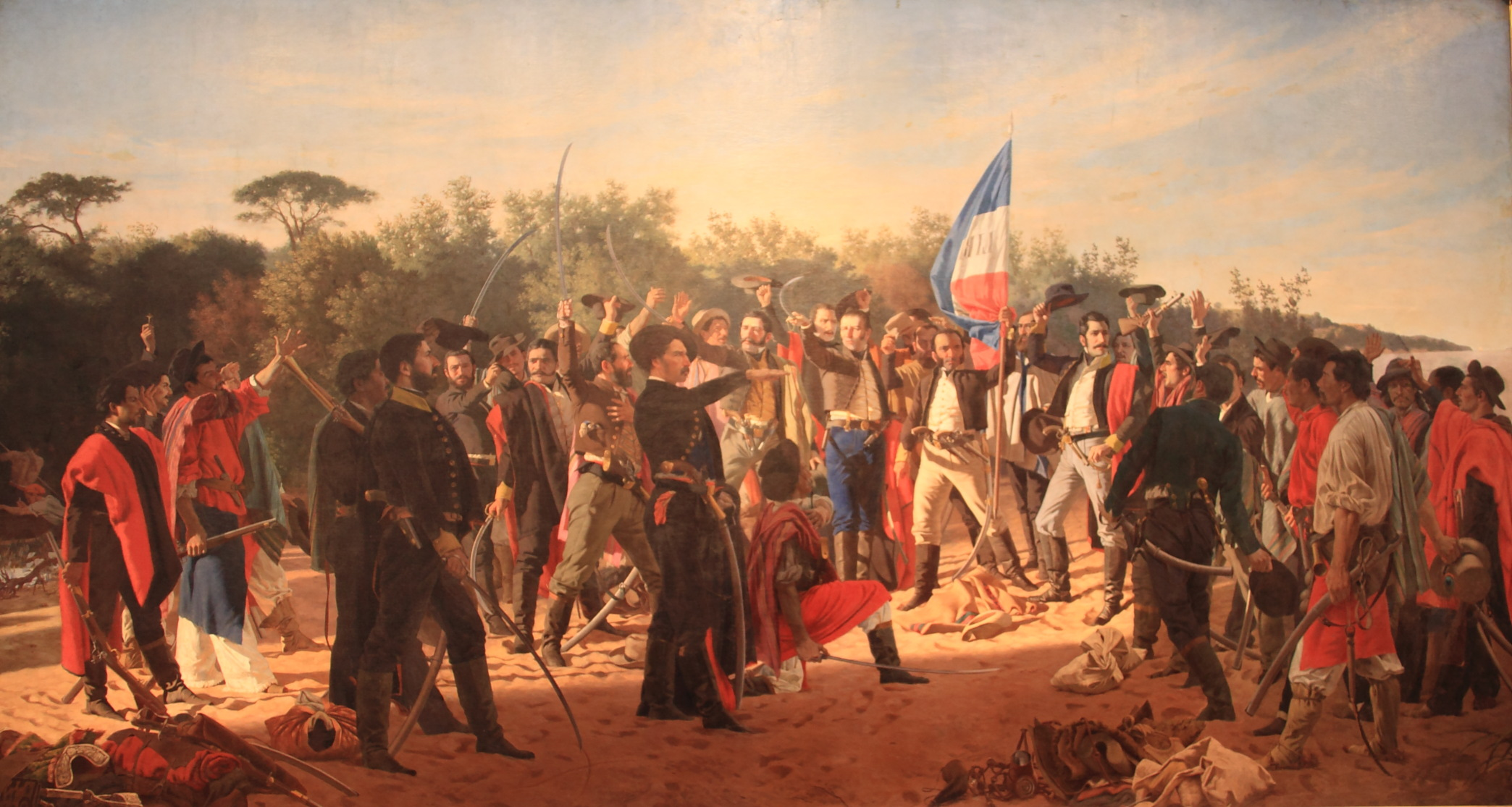
33人の東方人の誓い

ラ・プラタ連合州に亡命していた東方州の人々はブラジル帝国からの解放と、連合州への加盟を望んでいた。また、連合州内部でも、特に旧連邦同盟を形成していたリトラル三州を中心に東方州の奪回を求める声は強かった。しかし中央政府が不在では奪還は不可能だという声が挙がり、各州の妥協によって1825年1月の基本法により、ブエノスアイレス州が外交権を保持することを認められた。
1825年4月、フアン・アントニオ・ラバジェハ将軍は33人の東方人を率いてシスプラチナ州と改名されていた祖国に潜入し、ゲリラ戦を開始した。この戦いは次第にバンダ・オリエンタルの人々の支持を集め、モンテビデオを占領する頃にはその数は3000人にも達していた。モンテビデオ占領後、ラバジェハ将軍は同年8月にマヌエル・オリベやフルクトゥオソ・リベラらと共に独立とアルゼンチンとの連合を宣言すると、10月に連合州の議会はこの提案を受け入れ、激怒したブラジルは12月にこの戦いを支援していたラ・プラタ連合州へ宣戦を布告した。

## 経過
戦争が始まるとすぐにドン・ペドロ1世は海軍を用いて連合州のモンテビデオ港とブエノスアイレス港を封鎖し、アルゼンチン海軍の基地はカルメン・デ・パタゴネスに移転した。1827年、ブラジルはアルゼンチンに対してより一層の封鎖を強くするために、カルメン・デ・パタゴネスを襲撃するものの、これは現地市民の抵抗により失敗することとなった。
1825年11月に国名をアルヘンティーナと改名していたラ・プラタ連合州は、翌1826年1月にブラジルに宣戦布告する際に、戦争を遂行するには強力な中央政府が必要だということで、翌2月に大統領制が導入され、アルゼンチンではかつてブエノスアイレス州知事を務めていたベルナルディーノ・リバダビアが初の大統領となって戦争を指導した。リバダビアは国内を固めるために中央集権憲法を制定し、首都令を出してブエノスアイレス市を連邦直轄の首都にしようとしたが、この試みは裏目に出た。国内の多くの州が中央集権主義には懐疑的だった上に、ブエノスアイレス市を連邦の首都とすることは、連邦に港を奪われるブエノスアイレス州の権益を著しく奪うことになるからだ。結局フアン・マヌエル・デ・ロサスをはじめとする連邦派カウディージョをはじめとして、国内のほぼ全ての階層がこの二つに反対すると、1826年憲法の批准は国内の殆どの州によって拒否された。
緒戦においてブラジル軍は敗れたものの、アルゼンチン内部の統一派と連邦派の対立などもあって、1826年11月にはモンテビデオを奪回し、さらに1827年1月にブエノスアイレス攻略のために軍を差し向けた。しかし、1827年2月にイツサインゴの戦い（パソ・ド・ロサリオの戦い）で大敗すると、以降は守勢に回ることとなった。しかし、上述のようにアルゼンチンが揺れる中、後がなくなったリバダビアは1827年5月に戦局を有利に進めていながらも、東方州のブラジル帰属を認める講和条約を結び、結局この屈辱的な講和条約への反発が引き金となってリバダビアは翌6月に失脚し、8月には中央政府も消滅した。
こうして以降はブエノスアイレス州知事マヌエル・ドレーゴが戦争を継続し、ラバジェハは勝利し続け、1828年の和平直前にはフルクトゥオソ・リベラが、ブラジルに占領されていた東ミシオネス州を占領することになった。

## 結果
戦争はアルゼンチンとブラジル双方に、そしてこの地域に対して商業的な優越を持っていたイギリスにとっても大きな損害を与えたため、1828年にイギリスとフランスの調停によってリオ・デ・ジャネイロで和平会議が開かれた。アルゼンチンが国際河川ラ・プラタ川の両岸を領有することを嫌ったイギリスの強い圧力によって、アルゼンチンはブラジル帝国と1828年4月28日にモンテビデオ条約を結び、バンダ・オリエンタルはウルグアイ東方国(Estado Oriental de Uruguay)として独立することになった。
しかし、新しく出来たウルグアイにおいて連邦主義的な（親ロサス的な）傾向があったラバジェハは大統領にはなれず、1830年に制定された憲法においては、自由主義者で親ブラジル派のフルクトゥオソ・リベラが初代大統領に選出された。緩衝地帯として独立したウルグアイだったが、独立後はアルゼンチン、ブラジル両国に支援を求めた保守派と自由派の間で対立が進み、このことは後に大戦争やパラグアイ戦争につながった。
また、アルゼンチンでも連邦派と統一派の対立は進み、連邦派だったブエノスアイレス州知事マヌエル・ドレーゴが、東方州の奪還に失敗したことを責められて帰還兵のフアン・ラバージェによって1828年12月に殺害され、その後ラバージェが自らブエノスアイレス州知事に就任すると、連邦派と統一派の内戦はより一層の激しさを増した。この対立はフアン・マヌエル・デ・ロサスが勢力を握るまで続くことになる。
結果的に最も大きな利益を得たのはイギリスだった。この戦争でイギリスは戦略上重要なラ・プラタ地域にて後に自由貿易地帯を手に入れることに繋がる成功を、多少なりとも遂げたのである。